# Battaglia di Oosterweel
La battaglia di Oosterweel ebbe luogo il 13 marzo, 1567, ed è tradizionalmente considerata come l'inizio della guerra degli ottant'anni. La battaglia fu combattuta nei pressi del villaggio di Oosterweel, a nord di Anversa. L'esercito spagnolo (tercio) sotto il comando del generale Beauvoir sconfisse l'esercito dei ribelli radicali calvinisti sotto il comando di Jan van Marnix, barone di Tolosa (1537 – 1567).
I prigionieri furono considerati ribelli e furono tutti uccisi. Morirono 700-800 protestanti.
Guglielmo d'Orange, allora burggraaf di Anversa, non permise ai protestanti della città di andare a prestare il loro aiuto poiché lui, come signore della città di Anversa, era legato con un giuramento al re di Spagna.